# Marija Ivanovna Danilova
Marija Ivanovna Danilova, in russo Мария Ивановна Данилова?, pseudonimo di M. I. Perfil'eva (San Pietroburgo, 1793 – San Pietroburgo, 8 gennaio 1810, 20 gennaio del calendario giuliano), è stata una ballerina russa.

## Biografia

### Carriera
Nata nella nobile famiglia di un tenente della Marina, Marija Ivanovna Perfil'eva entrò all'età di otto anni nella Scuola teatrale imperiale di San Pietroburgo, ora Accademia di danza Vaganova, che inizialmente formava i ragazzi nelle varie arti e in un secondo momento ne raffinava le inclinazioni. Il celebre ballerino e coreografo francese Charles Didelot fu subito colpito dal talento della bambina e già dal 1802 la portò sul palcoscenico per interpretare i ruoli di Amorino. Col tempo le avrebbe affidato parti di maggior prestigio, fino a renderla la protagonista dei suoi balletti Apollo e Dafne e Zefiro e Flora. Altra sua insegnante fu la mima Evgenija Ivanovna Kolosova (1780-1869), che la aiutò nella caratterizzazione dei personaggi, essendo le rappresentazioni per lo più balletti-pantomime.

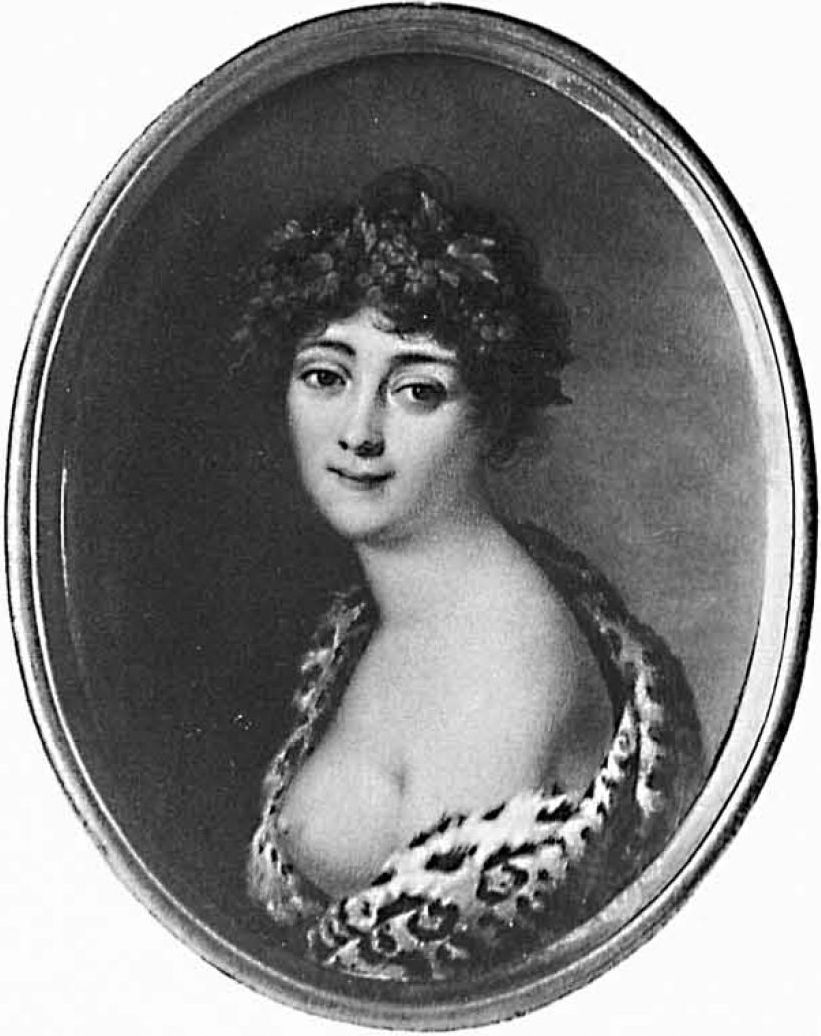
Ritratto di Evgenija Ivanovna Kolosova, 1809

Danilova si diplomò nel 1808 e debuttò nel ruolo di Venere nel balletto in tre atti di Louis Duport L'amore di Venere e Adone, o la vendetta di Marte. Per Duport fu anche Rosina ne Il barbiere di Siviglia, Enone ne Il giudizio di Paride e Galatea ne Il Pigmalione.
Duport era giunto in Russia quell'anno stesso, assieme all'attrice Marguerite-Joséphine Weimer, alias Mme George, si era presentato a Didelot e in breve il suo virtuosismo e le sue acrobazie (riusciva ad attraversare il grande palcoscenico del teatro Bol'šoj Kamennyj con tre salti) conquistarono i teatri imperiali, tanto da garantirgli un compenso annuo che superava di dieci volte quello percepito dal più anziano maestro. Duport sceglieva personalmente le sue partner e con la giovane Danilova prese a ballare abitualmente. Marija Ivanovna era bella oltre che talentuosa. I contemporanei la descrivono così: «Tratti belli e nobili, figura snella, capelli ondulati castano chiaro, occhi azzurri, dolci e allo stesso tempo ardenti, straordinaria grazia nei movimenti, piedi piccoli: tutto ciò ha fatto di lei una bellezza nel vero senso della parola, e la leggerezza aerea delle danze ha incarnato magnificamente in lei l'eterea sacerdotessa di Tersicore». Trascorrevano molto tempo insieme e lui subì il fascino della bellezza e del talento della fanciulla, la quale, a sua volta, non restò insensibile alle attenzioni del brillante ballerino.
Dall'ottobre 1808 e per gli otto mesi successivi, la Danilova interpretò circa sessanta ruoli principali, divenendo la beniamina del pubblico. Il personaggio con cui la giovane entrò nella leggenda è la protagonista di Amore e Psiche, pantomima messa in scena la prima volta nel gennaio 1809 al Teatro dell'Ermitage. Il balletto, in cinque atti, con le musiche di Catterino Cavos e la coreografia di Didelot, riscosse un incredibile successo e fu replicato quattordici volte in due mesi. Le ragioni del trionfo furono la splendida messinscena che fece largo uso di macchine teatrali, e l'inventiva nella combinazione delle figure di danza, principalmente le nuove posizioni arabesque e attitude.

### Morte

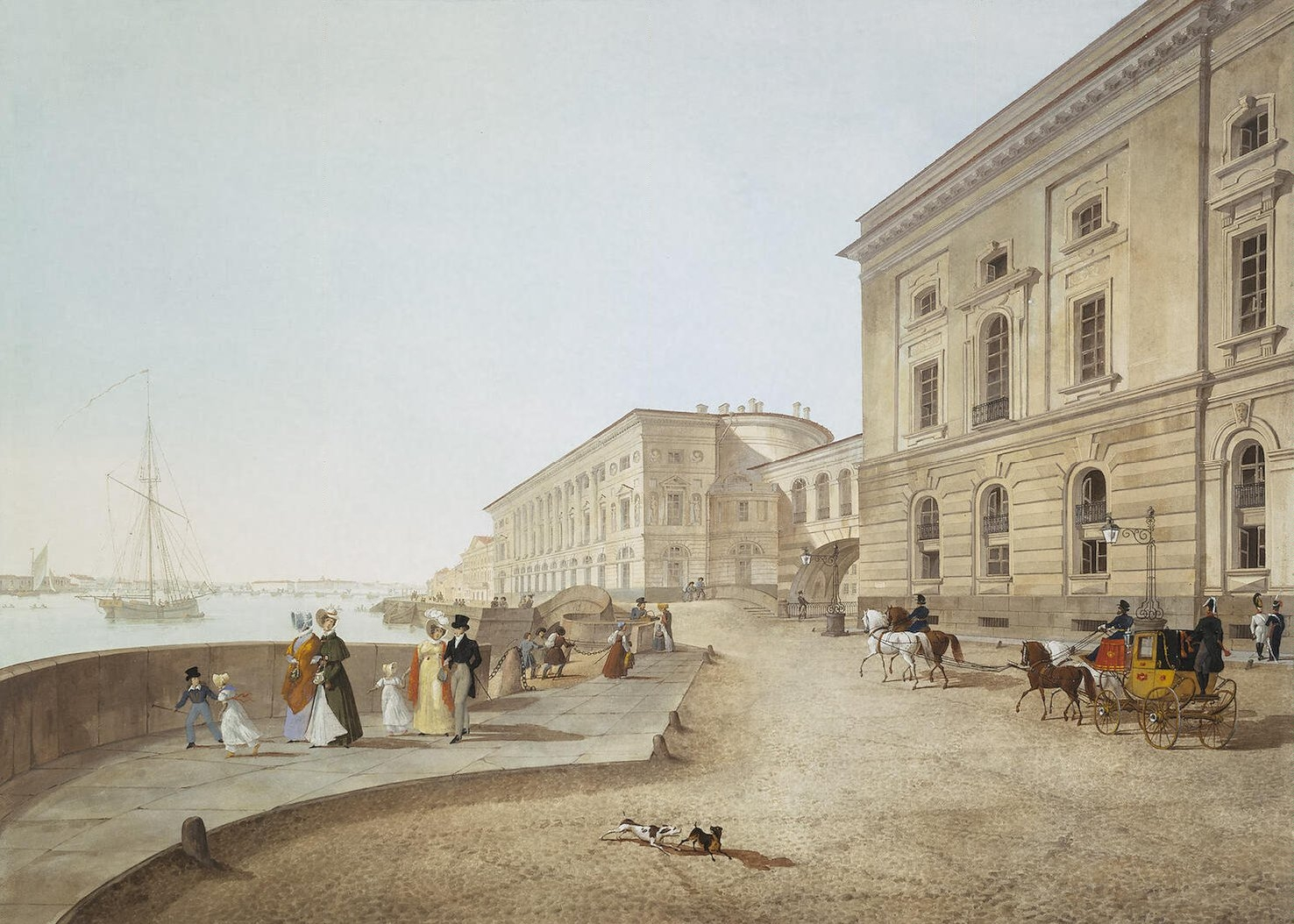
Il teatro dell'Ermitage (edificio a sinistra dell'arco sul Canale d'Inverno), in un dipinto di Karl Petrovič Beggrov, 1824

Divenuta membro stabile della Compagnia dei Teatri imperiali alla fine del 1809, già il 20 gennaio del nuovo anno Marija Danilova moriva. Durante una prova del terzo atto di Amore e Psiche, nel mentre la giovane eseguiva la scena della caduta nell'Ade, ci fu un malfunzionamento della macchina scenica preposta alla finzione del volo. Marija fu sollevata in alto da un gancio che le era stato infilato sotto il corsetto e, quando fu il momento di farla precipitare, qualcosa s'inceppò, ci fu un violento scossone e la ragazza, sospesa in aria, lanciò un grido assordante. Riportata a terra quasi priva di sensi, cominciò a perdere sangue dalla gola quel giorno stesso. Pur malata, continuò a danzare ancora per qualche tempo, seguita e curata dal medico dello zar Alessandro I, ma alla fine il suo fragile corpo cedette. Si disse che la morte di Marija fosse stata affrettata dall'infelice conclusione della sua breve liaison sentimentale con Louis Duport; questi era tornato dalla sua vecchia amante, Mme George, e la Danilova non sarebbe riuscita a superare il grande dolore dell'abbandono. Tuttavia, altre fonti ridimensionano la vicenda. L'arte e la prematura morte della Danilova furono cantate da diversi poeti, tra i quali figurano Gnedič, Karamzin e Batjuškov.
(Poesia in morte di Danilova scritta da Konstantin Batjuškov)
Amore e Psiche continuò a essere rappresentato al teatro Bol'šoj Kamennyj, sempre con Duport nel ruolo di Amore e con la ballerina francese J. Saint-Claire a sostituire la Danilova, finché un incendio nel 1810 non bruciò i costumi e le scenografie dello spettacolo, rendendone impossibile la ripresa.
A Marija Ivanovna Danilova è stato intitolato il cratere Danilova sulla superficie di Venere.

### Esplicative
1. ↑   Dušen'ka è un poema rococò dello scrittore Ippolit Fëdorovič Bogdanovič (1743-1803), una sorta di «rimaneggiamento ironico» del racconto di Jean de La Fontaine Les amours de Psyché et de Cupidon. Il personaggio di Psiche è smitizzato, a cominciare dal nome che viene russificato in Dušen'ka, Animula, forma vezzeggiativa di duša, in russo: anima.[9]

### Fonti
1. ↑  Nelle zone appartenute all'Impero russo il calendario gregoriano venne introdotto il 14 febbraio 1918.
2. 1 2 3  (FR) Serge Kara Mourza, Le danceur Duport en Russie (PDF), su mediatheque.cnd.fr, aprile 1933,  1-4. URL consultato il 4 marzo 2025.
3. 1 2 3  Dabelov-Djad'kovskij, p. 72.
4. ↑  (RU) Pervaja v Rossii škola baletnogo tanca nyne akademija russkogo baleta im. Vaganovoj [La prima scuola di danza classica in Russia è ora l'Accademia russa di danza intitolata a Vaganova], su histrf.ru, 15 dicembre 2015. URL consultato il 2 marzo 2025.
5. 1 2 3 4 5 6  (RU) Marija Ivanovna Danilova, su personbiography.ru. URL consultato il 2 marzo 2025.
6. ↑  (RU) Ljubov', Venery i Adonisa, ili Mščenie Marsa [L'amore di Venere e Adone, o la vendetta di Marte], su kp.rusneb.ru. URL consultato il 2 marzo 2025.
7. 1 2 3  Grigorovič-Vanslov.
8. ↑  (RU) Baletnaja e tanceval'naja muzyka. Balety "A" [Musica per balletto e danza. Balletti. "A"], su balletmusic.ru. URL consultato il 2 marzo 2025.
9. ↑  Carpi, p. 120.
10. ↑  Batjuškov, p. 121.
11. ↑  Belova-Dobrovolskaja.
12. ↑  (EN) Cratere Danilova, su Gazetteer of Planetary Nomenclature, United States Geological Survey. URL consultato l'8 marzo 2025.